# 凱尼爾沃思
凱尼爾沃思（英語：Kenilworth，/ˈkɛnɪlwərθ/）是位於英格蘭沃里克郡的一個集镇和民政教区。據2011年人口普查，凱尼爾沃思有人口22,413人。凱尼爾沃思以凱尼爾沃思城堡著稱。